# (1856) Růžena
(1856) Růžena – planetoida z pasa głównego asteroid okrążająca Słońce w ciągu 3 lat i 127 dni w średniej odległości 2,24 j.a. Została odkryta 8 października 1969 roku w Krymskim Obserwatorium Astrofizycznym w Naucznym na Półwyspie Krymskim przez Ludmiłę Czernych. Nazwa planetoidy pochodzi od Růženy Petrovičovej, stałego pracownika Obserwatorium Kleť. Przed nadaniem nazwy planetoida nosiła oznaczenie tymczasowe (1856) 1969 TW1.